# Taranis turritispira
Taranis turritispira é uma espécie de gastrópode do gênero Taranis, pertencente a família Raphitomidae.